# 橫山書法藝術館
橫山書法藝術館為臺灣桃園市的美術館，隸屬於桃園市立美術館的分館，是臺灣唯一以書法藝術為主題的美術館。位於桃園市大園區橫山書法藝術公園內，名稱取自當地的傳統地名橫山，鄰近桃園機場捷運領航站。於2017年9月工程開工，2021年10月22日開館營運。

## 館舍

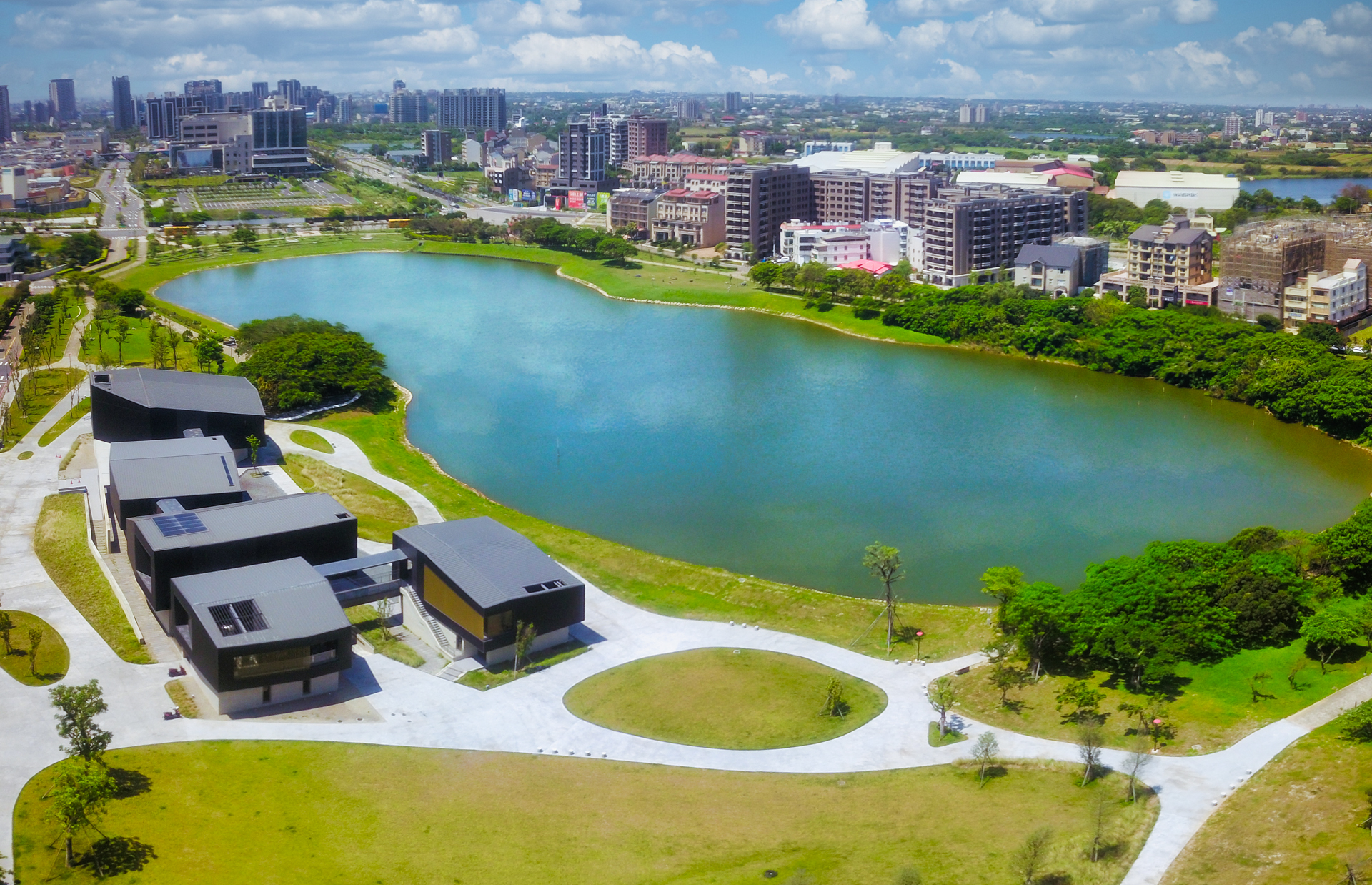
位於橫山書法藝術公園的橫山書藝館與埤塘地景

橫山書法藝術館為地下一層、地上兩層建物，樓地板面積約2991平方公尺，是臺灣第一座官方經營、以書法藝術為主題的美術館，建築師為潘天壹。館區設計以公園為「硯台」、埤塘（桃園大圳5-8號池）為「墨池」的意象發想，展示館建築形喻書法篆刻的硯石，由左至右有如五個篆刻印章。

## 外部連結
- 橫山書法藝術館 （页面存档备份，存于） 於桃園市立美術館官網的簡介
- 桃園橫山書法藝術館登場！融合硯台意象、自然採光及地景成新打卡景點 （页面存档备份，存于）
- 官方Facebook頁面